# 塞尔基略
塞尔基略是巴西圣保罗州的一个市镇。总面积127.758平方公里，总人口38199人，人口密度299人/平方公里。